# Brad Delson
Bradford Phillip Delson (Agoura Hills, 1977. december 1. –) amerikai zenész, gitáros, lemezproducer. A Linkin Park alapító tagja Mike Shinodával és Rob Bourdonnal. Ezen kívül játszott a Relative Degree nevű együttesben, Rob Bourdonnal együtt. A Linkin Park mind a 7 stúdióalbumán játszott gitáron, esetenként Mike Shinodával együtt.

## Életpályája
Brad Delson 1977-ben született Old Agourában, az Amerikai Egyesült Államokban. Az Agoura High Schoolba , majd a Kaliforniai Egyetemre járt 1995-től 1999-ig. 1996-ban szomszédjával, Mike Shinodával együtt alapította meg  a Linkin Park-ot (amit akkoriban Xero-nak neveztek).

## Albumai a Linkin Parkkal
- Hybrid Theory (2000)
- Meteora (2003)
- Minutes To Midnight (2007)
- A Thousand Suns (2010)
- Living Things (2012)
- The Hunting Party (2014)
- One More Light (2017)
- Hybrid Theory (20th Anniversary Edition) (2020)
- From Zero (2024)